# Guardia del grilletto

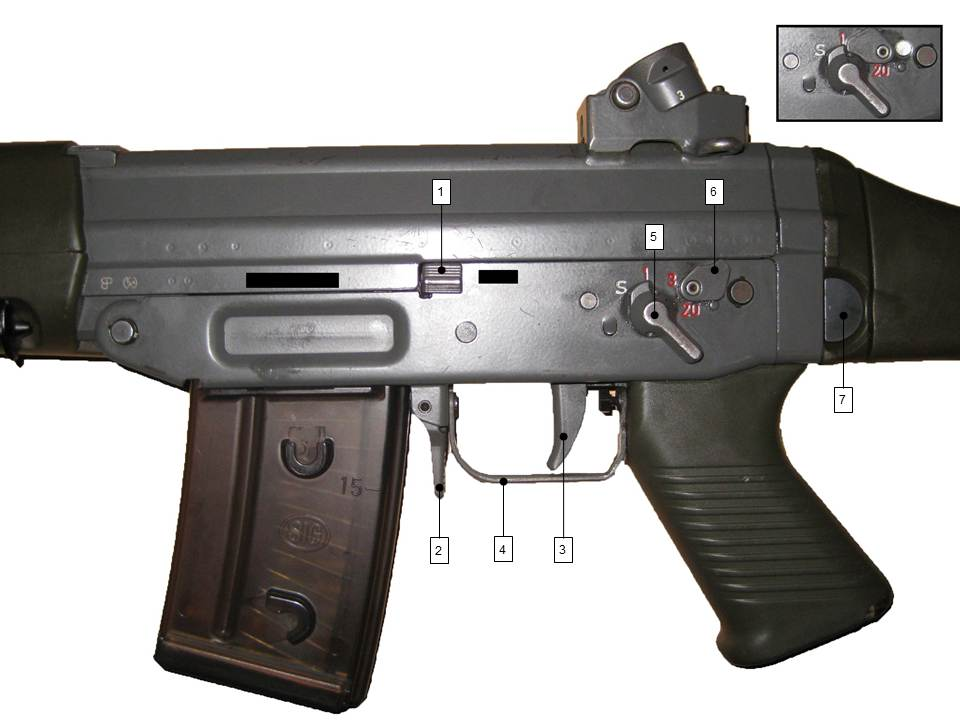
Una SG 550, il numero 4 indica la guardia del grilletto

La guardia del grilletto (chiamato anche ponticello) è un anello che circonda il grilletto di un'arma da fuoco e lo protegge dall'eventuale e accidentale innesco.

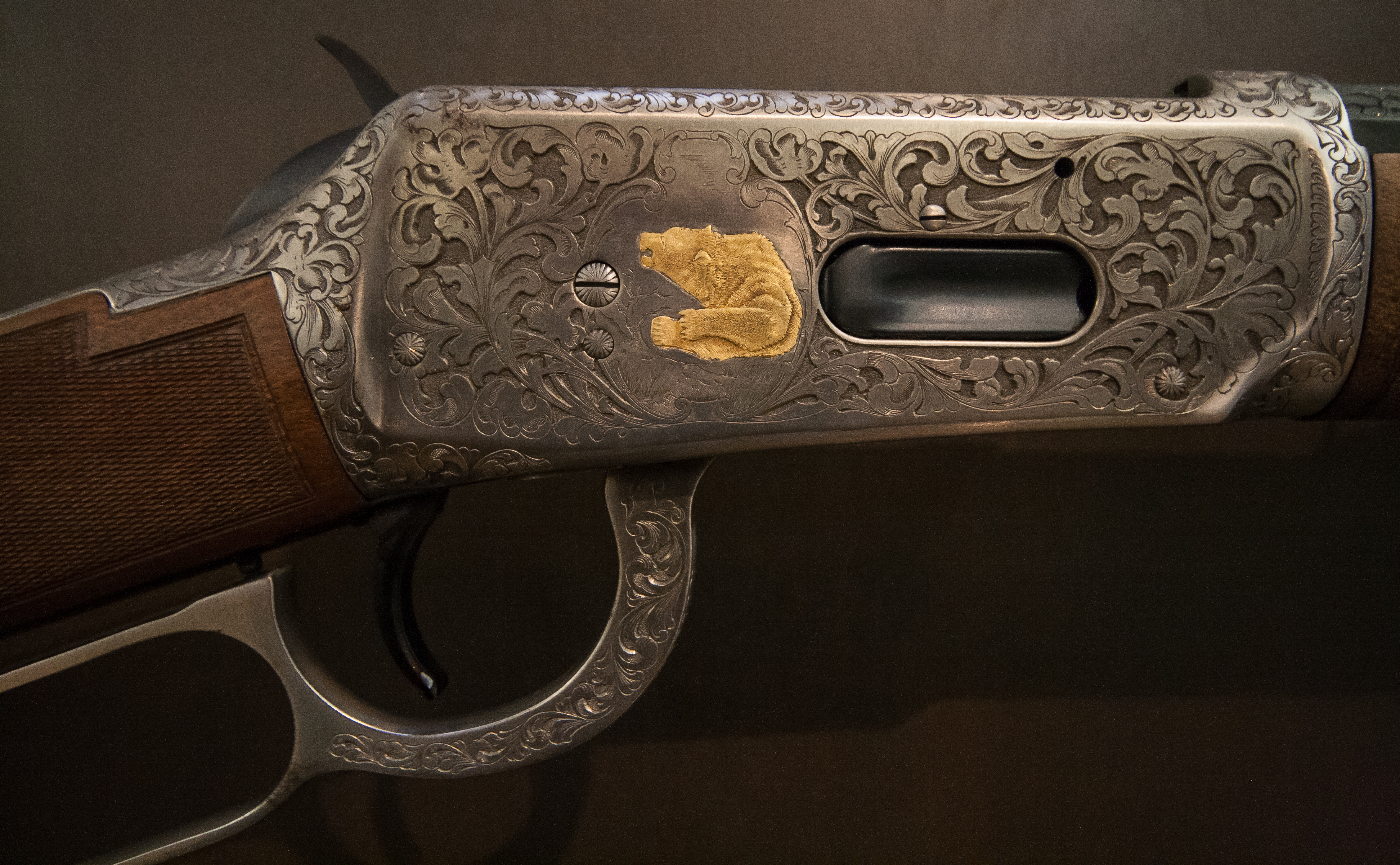
La guardia del grilletto nei fucili a leva viene usata per estrarre e ricaricare la camera di scoppio

In alcuni fucili del tipo d'assalto essi possono essere rimossi, avere una forma più ampia o riposizionati per non interferire nel fare fuoco con dei guanti, come ad esempio in condizioni artiche.
La guardia del grilletto, oltre alla classica forma curva, può essere di varie forme. Allo stesso modo, su molte armi da fuoco moderne specialmente le pistole, la parte anteriore della guardia ha una forma convessa che si adatta al dito della mano usata per maneggiare l'arma e per non fare fuoco, facendo sì che, esercitando su di essa una pressione, si aiuti a controllare e ridurre il rinculo dello sparo.